# Marquesado de San Miguel das Penas y la Mota
El marquesado de San Miguel das Penas y la Mota es un título nobiliario español otorgado el 24 de noviembre de 1698 por el rey Carlos II de España a favor de Fernando Arias Ozores, coronel del Tercio de Milicias de Lugo y oidor de la Real Chancillería de Valladolid. El real despacho de confirmación fue expedido el 29 de mayo de 1719 por Felipe V de España.
En el siglo XVIII el título pasó a los Gayoso, luego Gayoso de los Cobos. En 1985, fue rehabilitado a favor de Victoria Eugenia Fernández de Córdoba y Fernández de Henestrosa con la denominación de «San Miguel das Penas», aunque el expediente de rehabilitación habido sido llevado con la denominación original de «San Miguel das Penas y la Mota», denominación actual tras subsanación mediante Resolución de 7 de noviembre de 1988.
Desde 2017, ostenta el título de San Miguel das Penas y la Mota la duquesa de Medinaceli, Victoria Elisabeth von Hohenlohe-Langenburg, bisnieta de la anterior marquesa.

## Denominación
La denominación del título hace referencia al señorío de San Miguel das Penas (en español: San Miguel de las Peñas), situado en el actual municipio de Monterroso, provincia de Lugo (Galicia), vinculado a la familia Arias. El primer señor de San Miguel das Penas del que se tiene constancia documental fue Sancho Arias Conde y Ulloa, caballero de la Orden de Santiago, cabo y señor de armas de la tierra de Ulloa, y señor de San Esteban de la Mota. Este último señorío se asociaría al de San Miguel.

## Marqueses de San Miguel das Penas y la Mota
|                                  | Titular                                                         | Periodo                |
| Creación por Carlos II           | Creación por Carlos II                                          | Creación por Carlos II |
| -------------------------------- | --------------------------------------------------------------- | ---------------------- |
| I                                | Fernando Arias Ozores                                           | 1698-1708              |
| II                               | Fernando Gayoso Arias Ozores y López de Lemos                   | 1708-1752              |
| III                              | Francisco Javier Gayoso de los Cobos                            | 1752-1765              |
| IV                               | Domingo Gayoso de los Cobos                                     | 1765-1803              |
| V                                | Joaquín María Gayoso de los Cobos y Bermúdez de Castro          | 1803-1849              |
| VI                               | María de la Encarnación Gayoso de los Cobos y Téllez-Girón      | 1858-1897              |
| VII                              | Francisca de Borja Gayoso de los Cobos y Sevilla                | 1897-1926              |
| VIII                             | Casilda Fernández de Henestrosa y Gayoso de los Cobos           | 1926-1983              |
| Rehabilitación por Juan Carlos I |                                                                 |                        |
| IX                               | Victoria Eugenia Fernández de Córdoba y Fernández de Henestrosa | 1985-2013              |
| X                                | Victoria Elisabeth von Hohenlohe-Langenburg                     | 2017-actual titular    |

## Historia de los marqueses de San Miguel das Penas y la Mota
- Fernando Arias Ozores (m. 1708), I marqués de San Miguel das Penas y la Mota, coronel del Tercio de Milicias de Lugo y oidor de la Real Chancillería de Valladolid.[5][1] Hijo de Juana Ozores y Sotomayor, IV condesa de Amarante, y de su esposo Sancho Arias de Ulloa, señor de San Miguel das Penas, de San Esteban de la Mota y de Moreira.[5]

Falleció sin descendencia y le sucedió su sobrino, hijo de su hermana Constanza Arias Ozores (1669-1737), VI condesa de Amarante y dama de honor de la reina Isabel de Farnesio, y de su esposo y primo Andrés de Gayoso y Moscoso (1670-1733), señor de  Oca y de Teanes:
- Fernando Gayoso Arias Ozores y López de Lemos (1697-Valladolid, 28 de octubre de 1752), II marqués de San Miguel das Penas y la Mota,[8] VII conde de Amarante,[8][9] señor de Oca y de Teanes, regidor perpetuo y alférez mayor de la ciudad de Orense.[8]

Contrajo matrimonio en 1729 con María Josefa de los Cobos y Bolaño (m. Madrid, 28 de agosto de 1767), III marquesa de la Puebla de Parga, hija de Tomás de los Cobos y Luna y de su esposa María Josefa de Castro y Bolaño, II Marquesado de la Puebla de Parga|marquesa de la Puebla de Parga. Le sucedió su hijo:
- Francisco Javier Gayoso de los Cobos (m. 25 de febrero de 1765), III marqués de San Miguel das Penas y la Mota,[11] VIII conde de Amarante[12] y señor de Oca y de Teanes.

Se casó en 1757 con María Cayetana de Eril y Roser (también llamada María Cayetana Vicentelo de Leca y Moncayo), VIII condesa de Eril. Falleció sin descendencia y le sucedió su hermano:
- Domingo Gayoso de los Cobos (Torre de Junqueras, La Puebla del Caramiñal, La Coruña, 3 de octubre de 1736-4 de septiembre de 1803),[13] IV marqués de San Miguel das Penas y la Mota,[8] IX conde de Amarante,[8] IV marqués de la Puebla de Parga, XIV conde de Rivadavia, título heredado de su tío segundo Diego Sarmiento de Mendoza, fallecido en 1776,[14] XI marqués de Camarasa,[15], IX conde de Ricla,[8] XV conde de Castrojeriz[16] estos últimos tres títulos heredados de su tía segunda, Baltasara Teresa de los Cobos, fallecida en Valladolid el 13 de noviembre de 1791,[17] señor de Oca, Teanes, Torés, Cillobre, Caramiñal, Junqueiras, Guitiriz, Baamonte, Saavedra, Ferreiras, Valdeorras, Manzaneda, Mucientes, Sabiote, Canena, Torres, Morón, Villazopeque, Belvibre, Gormáz, Astudillo, La Almunia, Calatorao, Muel, Alfamen, Villafeliche, San Martín de Valvení, etc.

Se casó el 8 de junio de 1771 con Ana Gertrudis Bermúdez de Castro y Taboada (Betanzos, febrero de 1742-Madrid, 30 de diciembre de 1799), hija de Diego Luis Bermúdez de Castro Fajardo y Andrade (1698-27 de junio de 1771), señor de la fortaleza de Gondar y del pazo de Montecelo, y de su esposa María Ignacia Taboada Mariño y Proaño (1704-1780). Le sucedió su hijo:
- Joaquín María Gayoso de los Cobos y Bermúdez de Castro (La Coruña, agosto de 1778-6 de mayo de 1849),[16] V marqués de San Miguel das Penas y la Mota,[8] X conde de Amarante,[20] V marqués de la Puebla de Parga,[13] XII marqués de Camarasa,[21] conde de Rivadavia y X conde de Ricla.[8] A su fallecimiento, obligado por la reforma liberal de la reina Isabel II de España, se distribuyeron los títulos entre sus descendientes.

Se casó el 21 de diciembre de 1800 con María Josefa Téllez-Girón y Pimentel (m. 11 de noviembre de 1817), II marquesa de Marchini, hija de los IX duques de Osuna, Pedro Téllez-Girón y Pacheco y de su esposa María Josefa Pimentel y Téllez-Girón. Le sucedió su hija:
- María de la Encarnación Gayoso de los Cobos y Téllez-Girón (Santiago de Compostela, 26 de marzo de 1813-Madrid, 1 de julio de 1897),[23] VI marquesa de San Miguel das Penas y la Mota[24] y dama de la Orden de María Luisa en 1846.[23]

Se casó en Madrid el 7 de mayo de 1857 con Manuel Fernández de Henestrosa y Santiesteban. Sin descendencia, le sucedió su sobrina, hija de su hermano Jacobo María Gayoso de los Cobos y Téllez-Girón (Santiago de Compostela, 14 de septiembre de 1816-París, 20 de diciembre de 1871), XII conde de Amarante, XIV marqués de Camarasa, XII conde de Ricla, XVIII conde de Castrojeriz, VII marqués de Puebla de Parga, XVII conde de Rivadavia,, y de su esposa Ana María del Carmen de Sevilla y Villanueva Sousa.
- Francisca de Borja Gayoso de los Cobos y Sevilla (2 de octubre de 1887-2 de abril de 1926), VII marquesa de San Miguel das Penas y la Mota[26] y XV marquesa de Camarasa.[21]

Se casó el 10 de abril de 1877 con Ignacio Fernández de Henestrosa y Ortiz de Mioño, X conde de Moriana del Río. Le sucedió su hija:
- Casilda Fernández de Henestrosa y Gayoso de los Cobos (2 de octubre de 1887-1983),[26] VIII marquesa de San Miguel das Penas y la Mota,.[26] Sin descendencia, le sucedió su sobrina, hija de su hermana Ana María de los Dolores Fernández de Henestrosa y Gayoso de los Cobos (1879-1939) y de su esposo Luis Jesús Fernández de Córdoba-Figueroa y Salabert, XVIII duque de Cardona, XVII duque de Segorbe, etc.:[27]

Rehabilitación en 1985 a favor de
- Victoria Eugenia Fernández de Córdoba y Fernández de Henestrosa (1917-2013), XI marquesa de San Miguel das Penas y la Mota,[28][2] XVIII duquesa de Medinaceli, etc. (en total: nueve ducados, diecinueve marquesados, diecinueve condados, cuatro vizcondados, catorce veces grande de España, y adelantada mayor de Andalucía. Le sucedió su bisnieta:

- Victoria Elisabeth von Hohenlohe-Langenburg, IX marquesa de San Miguel das Penas y la Mota,[29][30] XX duquesa de Medinaceli, etc.